# 스페인 자치우익연합
스페인 자치우익연합(스페인어: Confederación Española de Derechas Autónomas, CEDA)은 스페인 내전 전까지 영향력 있었던 우익 가톨릭 정당이었다. CEDA는 창당 직후부터 질서 있는 대안으로 스스로를 제시했다.
보수적이고 가톨릭적인 정당으로 취급받았던 CEDA는 앙헬 에레라 오리아의 대중행동의 정치적 후계자였고, '기독교 문명의 원칙의 확인과 방어'라는 말로 정의되었다. CEDA는 스스로를 기독교와 가족, 그리고 재산을 보호하기 위한 방어조직이라고 여기기도 했다.

## 개요
호세 마리아 힐로블레스와 CEDA는 파시스트 형식의 집회를 열었는데, 그동안 CEDA가 마드리드 진군을 이끌 것이라며 주장하기도 했다. 이는 이탈리아에서 벌어졌던 로마 진군과 유사한 것으로, 강제로 권력을 장악하는 것이었다. 또한, CEDA는 마르크스주의로부터 스페인과 기독교 문명을 방어하고 있으며 스페인의 상황이 마르크스주의와 반마르크스주의에 놓였다며 말하기도 했다. 이후 독일에서 히틀러와 나치당이 정권을 잡자 이들은 나치와 유사한 선전 방식을 사용하기도 했는데, 특히 권위와 조국, 계층 구조를 강조했다. 실제로 힐로블레스는 1933년 9월 뉘른베르크 전당대회에도 참석하여 나치당의 선전 구조에 강한 인상을 받았고, 그 후 스페인에 반혁명 반마르크스주의 전선을 창설하겠다는 확고한 의지를 가지고 돌아왔다.
스페인 제2공화국에서 CEDA는 우익 언론의 지지와 지원을 받아 공화국 내 우익의 거두가 되는데 성공했다. 또한, 힐로블레스는 1935년 6월 30일, 바야돌리드에서 집회를 열기도 했는데, 이는 스페인 역사상 처음으로 항공기를 사용한 정치적 행동이었다.
그러나 1933년에서 1936년 사이 CEDA는 총선에서 새 내각을 구성할 만큼의 지지를 받지 못했고, 즉 우익들의 지지세가 알폰소주의 군주주의 정당인 스페인 혁신의 호세 칼보 소텔로에게 돌아갔음을 뜻했다. 게다가, 총선에서의 실패로 인해 CEDA는 온건적인 활동 방향을 포기하고 공화국에 대항하는 무장투쟁을 펼치는 이들에 대한 지원을 시작했고, 여기에는 7월 쿠데타의 지도자였던 에밀리오 몰라에게 CEDA의 선거 자금을 전달하는 것 또한 포함되었다. 게다가, CEDA의 청년 조직이었던 녹색 셔츠단의 지지세 또한 팔랑헤당으로 옯겨가며 CEDA는 점차 힘을 잃었다.

## 연혁
앙헬 에라라 오리아는 가톨릭행동을 이끌었다. 1933년에 오리라는 엘 디베이트(El Debate)를 중심으로 공화국에서 가톨릭 원칙의 수호에 관심이 있는 신자들을 모아 1931년에는 국민행동을 구성했다. 그러나 1932년에 공화국이 정당 이름에 '국민'을 사용하는 것을 금지하면서 오리아는 정당명을 대중행동으로 변경해야 했다.
1932년 8월에 호세 산후르호의 쿠데타, 라 산주자르다라고 알려진 쿠데타 이후 권력을 차지하기 위해서는 선거와 같은 합법적인 길을 택할 것이라고 결정하면서 엘 데바이트의 힐로블레스가 '규정 준수 의무'를 선포했고, 이에 대항해 수많은 군주주의자들이 대중행동을 떠났다. 이후 이들은 1933년 초에 스페인 혁신을 창당하게 된다. 그리고 1933년 1월 5일에 힐로블레스는 자치우익연합에 가입하기 위한 조건을 명시하며 당의 강령의 틀을 잡기도 했다.

### 1934년, 내각의 CEDA 장관들
1934년 10월, 내각이 입법부에서 착수했던 개혁을 무효화하고 CEDA 소속 장관 3명을 통합한 새 내각을 구성하자, 좌익은 이에 반발해 아스투리아스 봉기를 일으키게 된다.

### 인민전선 내각
1936년 스페인 총선에서 인민전선이 승리를 거두었으나 여전히 CEDA는 가장 많이 득표한 단일 정당으로서 군림하고 있었다. 게다가 CEDA는 인민전선과 연합하여 안정을 잡을 내각을 구성하는 것을 원하기도 했다. 그러나 마누엘 아사냐는 이러한 CEDA와 연합하여 좌익 동맹을 깨는 것을 원하지 않았고, 완고히 거부하게 된다. 이러한 것들이 모두 수포로 돌아간 이후, CEDA와 힐로블레스는 인민전선이 권력을 차지하는 것을 막기 위해 계엄령을 선포하고 헌법을 무효화하기 위해 수를 쓰기도 했다.
CEDA 온건파의 일부 대표들이 중도 성향의 대표들과 인민전선에 대해 조심스러운 접촉을 시도한 이후, CEDA는 군부와 접촉했다. 에밀리오 몰라, 프란시스코 프랑코, 마누엘 고데드 등 이들은 좌익 민병대와 당원들에게 칼보 소텔로가 살해당한 7월 17일부터 인민전선에 대항하는 쿠데타를 촉진시키기 위해 계획을 준비했다. 여기서 준비된 쿠데타가 실패한 이후 이는 스페인 내전으로 이어졌고, 국민파에서 프랑코가 정권을 차지한 이후에는 통합 팔랑헤를 제외한 모든 정당들이 해산되었고, 많은 당원들이 팔랑헤에 합류했다. 여기서 몇몇 카를로스파 대표들은 강제통합되거나 쫒겨났고 심지어는 투옥되기도 했다. 그러나 내전이 발발하자 페데리코 살몬과 같은 CEDA의 인사들은 좌익 민병대들에게 살해당하기도 했다.

## 정치적 지도력

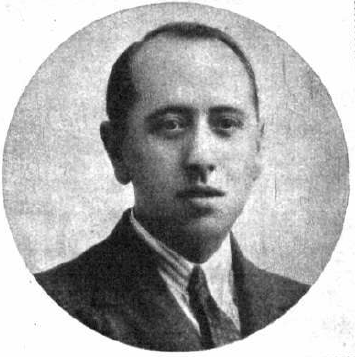
CEDA의 당수 호세 마리아 힐로블레스.

국민행동과 대중행동에서 정치적 거물로서 활동했던 힐로블레스는 이후 그대로 CEDA의 당수가 되었다. 힐로블레스는 1933년 뉘른베르크 나치 전당대회에 참여하여 나치의 정치적인 선전 수단에 관심을 가지게 되었고, 이러한 경험의 결과로 CEDA는 나치식 개인숭배를 채택하게 된다. 이러한 것들은 이전까지의 스페인에서는 볼 수 없었던 것들로, 총통, 두체와 같은 헤페 (Jefe, 보스)라는 수식어는 힐로블레스를 수식하는데에 사용되어 그의 권위를 강화하기도 했다. 이 때문에 CEDA의 집회에선 헤페를 외쳐대는 모습이 일상적으로 다가왔다.

## 같이 보기
- 국민파
- 스페인 내전
- 팔랑헤당